# Oliveriana
Oliveriana es un género con seis especies de orquídeas epifitas o de hábitos terrestres.  Son especies segregadas del género Oncidium que son originarias de Colombia a Bolivia encontrándose en clima húmedo y frío de las nebliselva.

## Especies
| - Oliveriana brevilabia (C.Schweinf.) Dressler & N.H.Williams - Oliveriana ecuadorensis Dodson - Oliveriana egregia Rchb.f. - Oliveriana lehmannii Garay - Oliveriana ortizii A.Fernández - Oliveriana simulans Dodson & R.Vásquez |